# Aricia cramera
Aricia cramera là một loài bướm ngày thuộc họ Lycaenidae, được tìm thấy ở Nam Âu và Bắc Phi và can be có ở từ Maroc và Tunisia up tới Tây Ban Nha và Bồ Đào Nha, on quần đảo Mediterranean bao gồm Menorca và on quần đảo Canaria.
Sải cánh dài đến 30 mm. Loài bướm này bay từ tháng 5 tới tháng 9 tùy địa điểm.
Ấu trùng ăn Erodium, Helianthemum và Geranium species.

## Hình ảnh

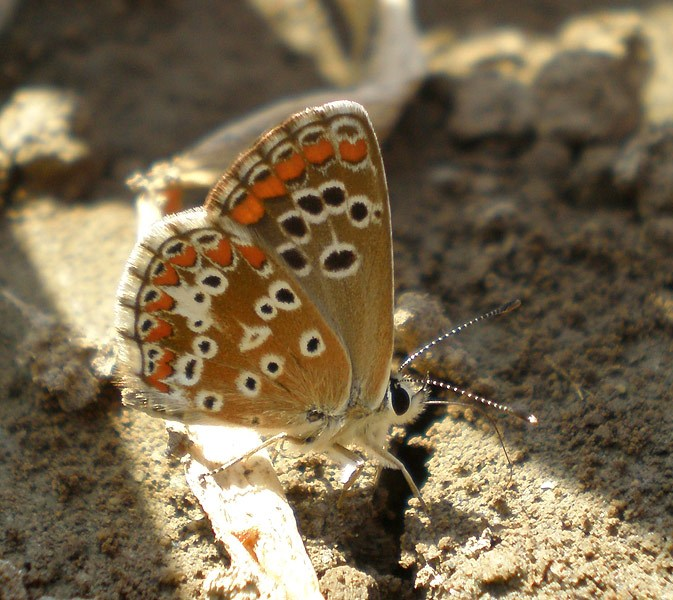
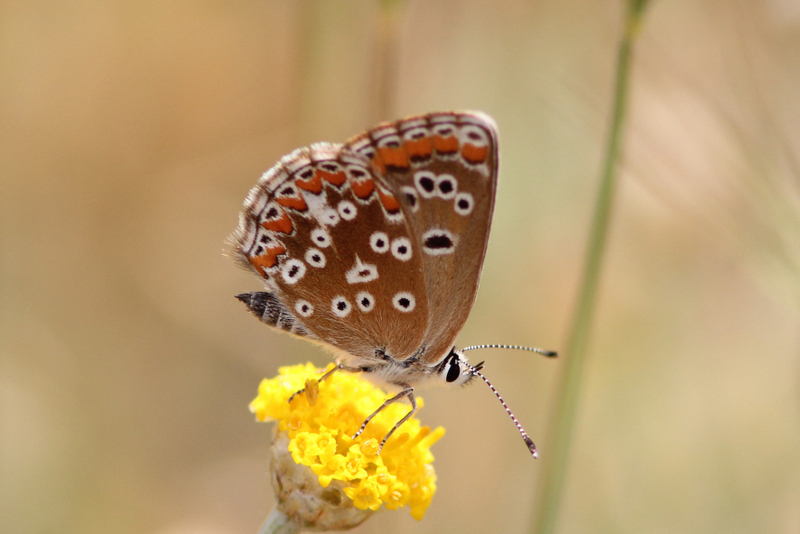
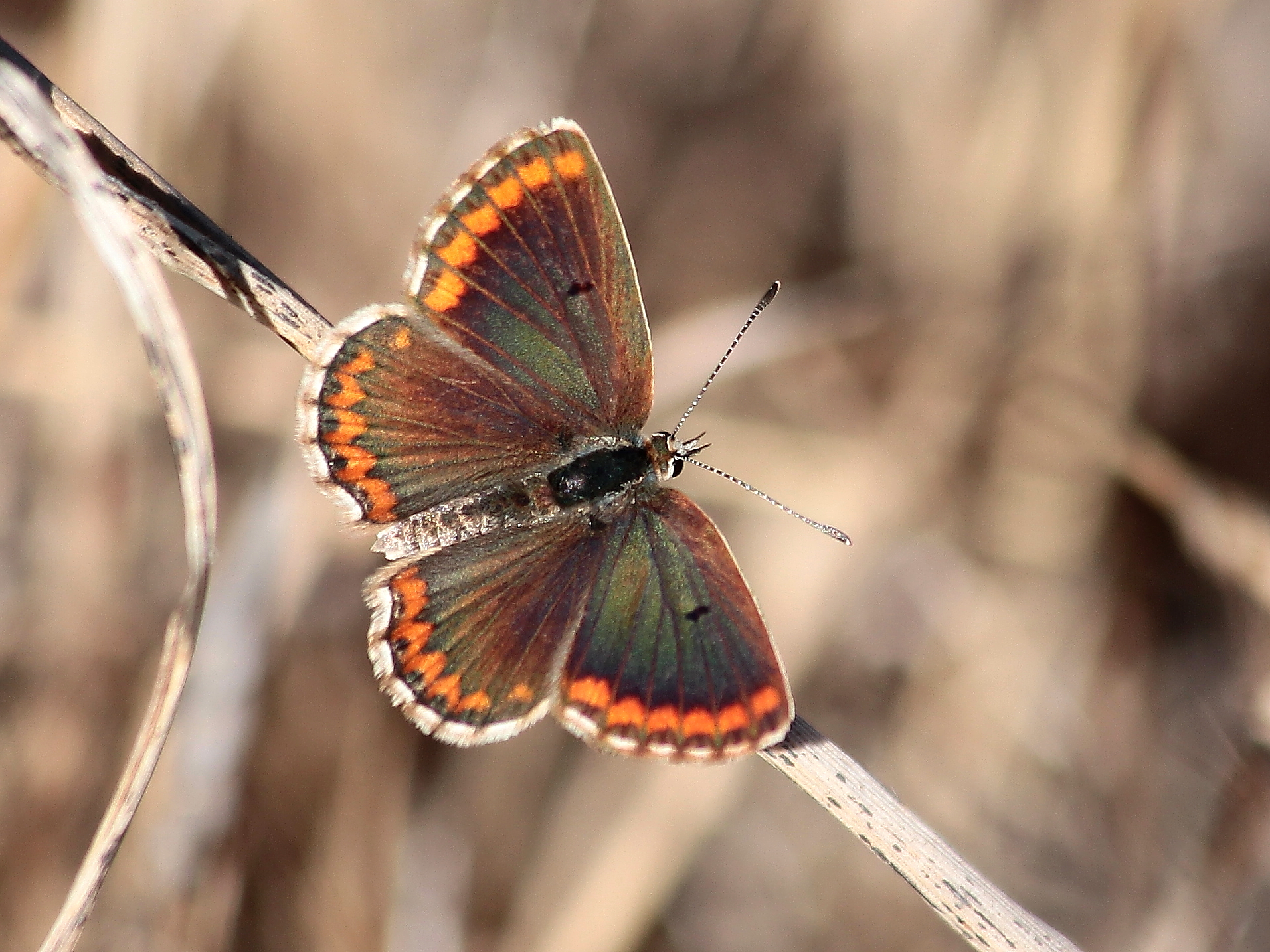